# Fatima Ramadan Dżuma Ahmad al-Kallini
Fatima Ramadan Dżuma Ahmad al-Kallini (arab. فاطمه رمضان جمعه أحمد القلينى ;ur. 22 listopada 2001) – egipska zapaśniczka walcząca w stylu wolnym. Srebrna medalistka mistrzostw Afryki w 2020; piąta w 2019. Mistrzyni Afryki juniorów w 2020; druga w 2019 roku.